# 樫井の戦い
樫井の戦い（かしいのたたかい）は、江戸幕府と豊臣家の間の大坂の陣（大坂の役）のうち、1615年（慶長20年）に発生した大坂夏の陣における戦いの一つ。

## 概要
豊臣方は、大坂城が大坂冬の陣ののち堀をすべて埋められてしまったため、夏の陣では城を出て戦わざるをえない状況になっていた。河内方面、大和方面および紀伊方面より大坂城に迫る幕府軍に対し、豊臣軍は紀伊の浅野長晟への攻撃を決定、大野治房を主将に、塙直之、岡部則綱、淡輪重政ら兵3,000を送った。また、紀伊および和泉で一揆を煽動し、豊臣軍の紀伊攻撃に呼応するよう画策した。浅野長晟は、国内で一揆の兆候（紀州一揆）があったことから出陣を見合わせていたが、4月28日、兵5,000を率いて和歌山城を出発した。先鋒隊は和泉国佐野に着陣した日の夜半、偵察により豊臣軍の先鋒を発見、本陣に報告した。浅野勢は少数での迎撃に適した樫井まで退却することにし、亀田高綱を和泉国安松に殿軍として残した。4月29日夜明け、豊臣軍の先鋒塙直之、岡部則綱と亀田高綱の間で戦闘が開始された。亀田は遅滞戦術を展開し、豊臣軍を樫井まで誘引した。樫井では亀田隊に浅野知近、上田重安らが加わり豊臣軍と激戦になった。塙と岡部は先鋒を争う形で突出したため後続が追いつかず、やがて岡部は敗走、塙と淡輪は戦死した。戦闘後、浅野勢は一旦紀伊国山口まで撤退した。一揆勢の蜂起を合図に攻めようと考えていた大野治房は、先鋒で戦闘が発生したことに驚き、樫井へ急いだ。しかし、既に浅野勢は撤退した後だったため大坂城に引き返した。和泉の一揆は、大坂城から一揆を指揮するために送られてきた大野治長の家臣が浅野勢に捕らえられており失敗していた。紀伊の一揆も留守居の熊谷治部、寺沢半兵衛らの計略により鎮圧された。